# Epistenoterys mellea
Epistenoterys mellea är en stekelart som först beskrevs av Girault 1940.  Epistenoterys mellea ingår i släktet Epistenoterys och familjen sköldlussteklar. Inga underarter finns listade i Catalogue of Life.